# Blepharidophyllum
Blepharidophyllum là một chi rêu trong họ Scapaniaceae.